# Wisłowiec
Wisłowiec – wieś w Polsce, położona w województwie lubelskim, w powiecie zamojskim, w gminie Stary Zamość.
W latach 1975–1998 miejscowość administracyjnie należała do województwa zamojskiego.
Na terenie wsi utworzono dwa sołectwa: Wisłowiec i Wisłowiec-Kolonia. Według Narodowego Spisu Powszechnego z roku 2011 wieś liczyła 259 mieszkańców.
Wierni Kościoła rzymskokatolickiego należą do parafii Wniebowzięcia Najświętszej Maryi Panny w Starym Zamościu.

## Części wsi
| SIMC    | Nazwa                   | Rodzaj    |
| ------- | ----------------------- | --------- |
| 0899489 | Banicha                 | część wsi |
| 0899495 | Buczyna                 | część wsi |
| 0899503 | Chomęciska Duże-Kolonia | część wsi |
| 0899510 | Karolówka               | część wsi |
| 0899526 | Wisłowiec-Kolonia       | część wsi |

## Historia
Według Słownika geograficznego Królestwa Polskiego z roku 1893 – Wisłowiec, wieś w powiecie zamojskim, gminie i parafii Stary Zamość, odległy od Zamościa 18 wiorst. W roku 1893 wieś posiadała 51 domów zamieszkałych przez 343 mieszkańców wiary katolickiej gospodarujących na 345 morgach gruntu. Według noty słownika lasy zasłaniające wieś od północy sprzyjają rozwojowi sadownictwa.
Spis z roku 1827 wykazał tu 41 domów i 264 mieszkańców.